# Ferran Barenblit
Ferran Barenblit (Buenos Aires, 4 de noviembre de 1968) es un curador de exposiciones y director de museo español de origen argentino.
Ferran Barenblit ha dirigido tres instituciones: el Centro de arte Santa Mónica de Barcelona entre 2003y 2008; el CA2M Centro de Arte Dos de Mayo de la Comunidad de Madrid; y el MACBA Museo de Arte Contemporáneo de Barcelona entre los años 2015 y 2021.

## Biografía
Ferran Barenblit estudió historia del arte en la Universitat de Barcelona (1991) y Museología en la New York University (1995).
En el período comprendido entre 1994 y 1996 fue asistente curatorial en el New Museum de Nueva York, donde trabajo directamente con su directora, Marcia Tucker. Entre 1996-1998 y 2000-2001, fue curador del Espacio 13 de la Fundación Joan Miró. Como responsable de esta sala de proyectos organizó una quincena de exposiciones, incluyendo los ciclos Anatomías del alma (1996-1997), en torno a temas como el cuerpo, lo abyecto y la alteridad, y Círculos invisibles (1997-1998), trabajando los conceptos de espacio, paisaje y hábitat contemporáneos. También colaboró con Frederic Montornés y Mònica Regàs en Para todos los públicos el ciclo que celebraba los 25 años de la Fundación Joan Miró. También fue responsable, en la misma exposición, de la gran exposición Ironia (2001), que, entre otras cuestiones, ponía en entredicho los roles del artista y los cánones tradicionales de la historia del arte y mostraba el radical cambio del arte desde la década de 1960.
Entre 2002 y 2008, Barenblit fue director del Centro de Arte Santa Mónica, el espacio que el Departamento de Cultura de la Generalidad de Cataluña dedicaba al arte más actual. A lo largo de estos años, el Centro de Arte Santa Mónica presentó proyectos específicos de artistas nacionales y extranjeros, entre los que destacan Martí Anson, Alicia Framis, Christian Jankowski, Dora García, Jiri Kovanda, Maria Nordman, Esther Partegàs y Fernando Sánchez Castillo.
En 2008 y, tras una polémica dimisión en el CASM, fue nombrado director del CA2M Centro de Arte Dos de Mayo de la Comunidad de Madrid. El CA2M se inauguró ese año en Móstoles, en el área metropolitana de Madrid, como un museo vivo, en contacto con su audiencia y con una intensa oferta de exposiciones, actividades públicas, programa educativo y publicaciones. Algunas de las exposiciones más destacadas que comisaría durante este período son: David Bestué y Marc Vives: Cisnes y ratas (2009), Leopold Kessler (2009), Walead Beshty (2011), Aernout Mik, Wilfredo Prieto, Halil Altindere, Los Torreznos, Raqs Media Collective y Jeremy Deller. Como primer director, Barenblit trazó las líneas generales del trabajo en la institución y facilitó su reconocimiento nacional e internacional, al mismo tiempo que fue artífice del traslado al museo de la Colección Fundación ARCO, una de las más destacadas del país.
En julio de 2015 fue elegido director del MACBA. El acta de la Comisión de expertos para proveer la plaza señaló "la solvencia de su formación académica y profesional", "su conocimiento, valoración y diagnóstico -preciso, esmerado y realista, y al mismo tiempo entusiasta- de la situación actual de la institución" , que inscribe perfectamente en el contexto global, nacional y local", "el acertado en la presentación de un proyecto riguroso, preciso y muy claro" y "el papel otorgado en su proyecto a la consideración del trabajo intermediación con los públicos". A lo largo de su mandato, Barenblit trabajó en una estrategia a largo plazo que tendrían como resultado no solo la ampliación del museo para ampliar su superficie expositiva, sino también la donación más generosa de su historia, la Colección Tous de arte conceptual. Entre las exposiciones organizadas se incluyen las dedicadas a Joan Brossa, Christian Marclay, Rosemarie Castoro o Charlotte Posenenske, que intentaban arrojar una nueva mirada de género al arte de la décdada de 1970.  
Tras acabar su mandato en el MACBA en 2021, fue invitado como profesor visitante a la Universidad de Michigan.

## Ideología
Ferran Barenblit entiende la función del museo no únicamente como depositario del arte contemporáneo, sino también como establecer puentes entre el arte y los espectadores, dando lugar a una implicación activa del espectador y yendo mucho más allá del de un simple espacio de exhibición y difusión de obra. El papel del curador es conseguir responder a las necesidades del público que la va a visitar, así como la de educar su sensibilidad. El museo debe generar diálogo con los visitantes, y debe ser un punto de encuentro entre lo individual y lo social. Debe conseguir abrir un espacio de debate crítico, de planteamiento y de cuestionamiento de la realidad, demostrando que el arte puede ser un actor cultural muy intenso.